# Acronicta alnoides
Acronicta alnoides là một loài bướm đêm trong họ Noctuidae.